# Laroque-des-Arcs
Laroque-des-Arcs là một xã thuộc tỉnh Lot trong vùng Occitanie phía tây nam nước Pháp.